# Pteranodon
Pteranodon (bezubo krilo iz starogrč: πτερόν, πτεροῦ (krilo) + ἀν (negacija) + ὀδών (ὀδούς/-ών, ὀδόντος - zub) - bez zuba) bio je veliki pterosaur kratkog repa. Njegovi fosilni ostaci, sve zajedno oko 1000 njih, potječu iz kredskih stijena u Kansasu, Alabami, Nebraski, Wyomingu i Južnoj Dakoti. Tada se na tom području nalazilo jedno veliko plitko more, Zapadni unutarnji morski prolaz, koje se protezalo od sjevera do juga Sjeverne Amerike. Zajedno s Pteranodon pronađeni su fosili morskih kornjača, mosasaura i ranih ptica.
Kao i mnogi drugi pterosauri, hranio se ribama. U želucu jednog primjerka Pteranodona pronađene su kosti riba. Zbog njihove veličine često ih se uspoređuje s albatrosima i smatra se da su, slično njima, koristili morske vjetrove za jedrenje nad vodom.

## Osobine
Dosezali su raspon krila od od sedam metara, a kod najvećih primjeraka Pteranodon sternbergi iznosio je devet metara. Samo su pojedini pterosauri iz porodice Azhdarchidae, kao što su Quetzalcoatlus i Hatzegopteryx, bili veći od njega. Za razliku od ranijih pterosaura, kao što su Rhamphorhynchus i Pterodactylus, Pteranodon je imao bezub kljun, kao današnje ptice, čiji se gornji dio sastojao od srasle maksilarne i predmaksilarne kosti. Obje strane donje čeljusti bile su srasle u dugu simfizu, a na donjoj se strani također nalazila "kobilica". Infratemporalni otvor bio je malen i u obliku proreza. Očne šupljine bile su malene i nalazile se visoko na lubanji.
Mnogi su primjerci Pteranodona na stražnjem dijelu glave imali dugačku krestu. Vode se diskusije o tome čemu je ona mogla služiti. Prema nekima je služila kao protuteža kljunu i bila bitna za stabilnost u letu prilikom lova na ribe; moguće je da je bila mjesto na kojem su se ukorjenjivali snažni mišići čeljusti, a također nije za odbaciti ni ideja da je imala funkciju u komunikaciji među pripadnicima te vrste. Christopher Bennett smatra da je predstavljala dio tijela po kojem su se spolovi međusobno razlikovali, pri čemu su mužjaci imali veće kreste, a ženke manje.
Vratni dio kralježnice bio je relativno kratak, ali snažan. Kralješci, kao i sve ostale kosti, imali su tanke zidove, bili pneumatizirani i preko rupa sa strane bili su povezani s plućima. Prvih osam kralježaka leđa srasli su u "notarium" (koštanu strukturu sličnu štapu). Njihova rebra bila su povezana uzdužnim trakama i srasla s poprečnim izraslinama. Deset kralježaka križne kosti svojim su šiljatim nastavcima gradili nisku ploču.

## Sistematika
Pteranodon je tipični rod porodice Pteranodontidae, kojoj pripada samo još rod Ornithostoma, od koga su pronađeni samo rijetki fragmenti kostiju. Pojedini znanstvenici priključuju i bezubog Nyctosaurusa toj grupi. Zajedno s Ornithocheiridae, koji su imali zube i najvjerojatnije također jedrili iznad mora i hranili se ribom, te s Istiodactylusom, koji se možda hranio lešinama, pteranodontidi čine natporodicu Ornithocheiroidea, jednu od četiri velike evolutivne linije kratkorepih pterosaura.

## Vrste
- Pteranodon longiceps
- Pteranodon ingens

## Vanjske poveznice
- Pteranodon – fotografski atlas – Oceans of Kansas Paleontology
- Dokumentirano otkriće mladog mužjaka vrste Pteranodon sternbergi (Oceans of Kansas Paleontology)